# برانزیا
برانزیا(نام علمی: Braunsia) نام یک سرده از تیره علف‌فرشیان است.